# Cimo Röcker
Cimo Patric Röcker (* 21. Januar 1994 in Schneverdingen) ist ein deutscher Fußballspieler, der bei Werder Bremen unter Vertrag steht.

## Karriere

### Verein
Röcker begann 1996 beim TV Jahn Schneverdingen mit dem Fußballspielen. Im Januar 2008 wechselte er in die Jugend des SV Werder Bremen, nachdem er im C-Jugendtrainingslager der Jahrgänge 93/94 in seinem Geburtsort um ein Probetraining gebeten hatte.
In den Spielzeiten 2009/10 und 2010/11 bestritt er in der U-17-Bundesliga insgesamt 46 Partien (drei Tore). 2011 gewannen die Bremer die Staffel Nord/Nordost und kamen bis ins Finale um die deutsche B-Jugend-Meisterschaft, in dem sie dem 1. FC Köln mit 2:3 n. V. unterlagen. In der Hinrunde der Saison 2011/12 spielte Röcker 16 Partien in der A-Junioren-Bundesliga, in denen er zwei Tore erzielte.
Röcker unterschrieb am 8. November 2011 seinen ersten Profivertrag mit einer Laufzeit bis 2014. Er sollte zunächst in der zweiten Mannschaft des Vereins zum Einsatz kommen. Für diese debütierte er am 17. März 2012 (30. Spieltag) in der 3. Liga, als er bei der 0:1-Heimniederlage gegen Rot-Weiß Oberhausen in der 54. Minute für Alexander Hahn eingewechselt wurde. Am folgenden Spieltag, am 24. März 2012 bei der 1:3-Auswärtsniederlage gegen den FC Carl Zeiss Jena, lief er erstmals in der Startelf auf, musste aber aufgrund einer Verletzung das Spielfeld nach 40 Minuten wieder verlassen. Nach dem Abstieg in die Regionalliga Nord spielte Röcker ab der Saison 2012/13 viertklassig. Er verließ den Verein am Saisonende 2013/14.
Im Sommer 2015 lief sein Vertrag bei seinem neuen Klub Hannover aus, so dass er ohne Verein war. Im Januar 2016 verpflichtete ihn der Drittligist SC Fortuna Köln. Danach verpflichtete ihn der Viertligist FC Viktoria 1889 Berlin. Mit den Berlinern stieg er in der abgebrochenen Saison 2020/21 in die 3. Liga auf, woraufhin er den Verein verließ.
Zur Saison 2021/22 wechselte Röcker innerhalb der Regionalliga Nordost zur zweiten Mannschaft von Hertha BSC. Nach den Verletzungen der Innenverteidiger Dedryck Boyata und Jordan Torunarigha beorderte ihn Pál Dárdai im September 2021 in die Profimannschaft. Bei der anschließenden 0:6-Niederlage bei RB Leipzig saß der 27-Jährige erstmals in der Bundesliga auf der Bank, wurde jedoch nicht eingewechselt. Ende Februar 2022 gab der 28-Jährige unter dem neuen Cheftrainer Tayfun Korkut sein Bundesligadebüt, als er bei einer 0:3-Niederlage beim SC Freiburg in der Schlussphase eingewechselt wurde. Unter Korkuts Nachfolger Felix Magath folgten keine weiteren Nominierungen mehr. Für die zweite Mannschaft absolvierte Röcker unter Ante Čović 24 Regionalligaspiele. In der Saison 2022/23 folgten 27 Regionalligaeinsätze (ein Tor).
Zur Saison 2023/24 kehrte Röcker zur zweiten Mannschaft von Werder Bremen zurück, die zuvor in die fünftklassige Bremen-Liga abgestiegen war. Ende Oktober 2023 saß er unter Ole Werner erstmals für Werder bei einem Bundesligaspiel auf der Bank, wurde allerdings nicht eingewechselt. Es folgten noch 10 weitere Kadernominierungen ohne Einsatz.

### Nationalmannschaft
Ab 2009 wurde Röcker in der deutschen U-15- und U-16-Nationalmannschaft eingesetzt. Im September 2010 debütierte er in der U-17-Auswahl. Im Mai 2011 nahm er mit dem Team von Trainer Steffen Freund an der U-17-Europameisterschaft in Serbien teil und wurde in allen fünf Partien eingesetzt. Erst im Finale musste sich Deutschland den Niederlanden mit 2:5 geschlagen geben. Im Sommer des gleichen Jahres fuhr Röcker mit seiner Mannschaft nach Mexiko, um an der U-17-Weltmeisterschaft teilzunehmen. Auch bei der WM kam er in allen sieben Partien zum Einsatz und erzielte beim 6:1-Erfolg im Gruppenspiel gegen Ecuador den Treffer zur zwischenzeitlichen 2:1-Führung. Im Halbfinale musste sich Deutschland dem Gastgeber mit 2:3 geschlagen geben, beendete das Turnier durch einen 4:3-Erfolg über Brasilien vor 94.379 Zuschauern im Aztekenstadion aber auf dem dritten Platz.
Am 20. März 2012 spielte Röcker gegen Frankreich erstmals für die U-18-Nationalmannschaft.

## Privates
Röcker war seit 2018 mit der Schauspielerin Lara-Isabelle Rentinck (* 1986) verheiratet. Im September 2021 gab das Paar die Trennung bekannt.